# Substitució nucleòfila interna
La substitució nucleòfila interna és un tipus de reacció fonamental en química orgànica, on la reacció es produeix sobre un carboni electròfil. Encara que reaccions de substitució nucleòfila també poden tenir lloc sobre compostos inorgànics covalents.Totes les reaccions que encaixen en aquesta classificació es caracteritzen per la presència d'un nucleòfil que reemplaça a un substituent (grup sortint) sobre un àtom saturat.
Nu: + R-L --> R-Nu + L:
Les principals variables mecanístiques estan associades amb els canvis en el temps d'aquests dos processos. Són imaginables tres vies:
1) Reacció en dues etapes: Ruptura del vell enllaç i formació del nou.
2) Reacció en dues etapes: Formació del nou enllaç i ruptura del vell.
3) Reacció en una etapa: Formació i ruptura simultànies o concertades.
Cal destacar que la primera i la tercera són possibles a carboni saturat.

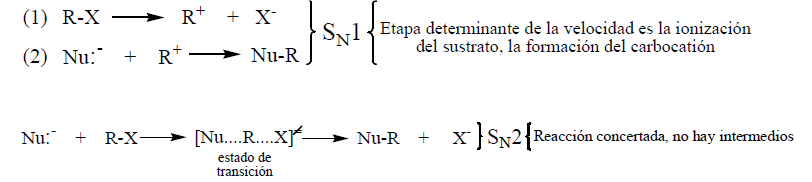

En la segona no és possible quan parlem de carboni saturat, ja que té la seva capa electrònica completa i per formar un nou enllaç, primer ha de produir-se una ruptura, però aquest procés pot donar-se en el cas del bor trivalent.

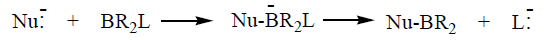

## Mecanismes de reacció
En estudiar les reaccions de substitució nucleòfila en halurs d'alquils i compostos relacionats es va observar que tenien lloc dos tipus de mecanisme de reacció. Els dos mecanismes són el SN2 i el SN1, on S significa substitució, N simbolitza nucleòfil i el nombre representa l'ordre de reacció.

### SN1
S'anomena substitució nucleofílica unimolecular. És una reacció que es produeix en dos passos. El grup sortint comença a ionitzar-se deixant un ió carboni que després reaccionara amb el grup nucleofílic. Els ions carboni són tan inestables que reaccionaran ràpidament amb qualsevol grup nucleofílic amb excepció d'alguns ions carboni com l'ió troplili. El primer pas és la ionització, és el pas que determina la velocitat que depèn de la concentració del substrat però no de la del grup nucleòfil. Aquesta cinètica s'observa quan un ió carboni intermediari pot estabilitzar-se per ressonància o per efectes inductius.
Un bon exemple sería la següent solvòlisi:
La reacció SN1 és una reacció de substitució en química orgànica. "SN" indica que és una substitució nucleofílica i el "1" representa el fet que l'etapa limitant és unimolecular. La reacció involucra un intermediari carbocatió i és observada comunament en reaccions de halogenurs d'alquils secundaris o terciaris, o sota condicions fortament acídiques, amb alcohols secundaris i terciaris. Amb els halogenurs de alquils primaris, succeeix la reacció SN2, alternativa. Entre els químics inorgànics, la reacció SN1 és coneguda 

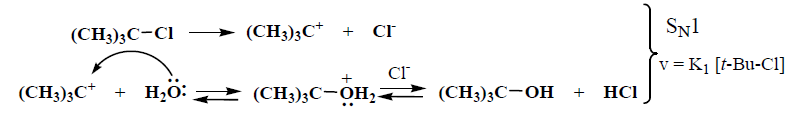

### SN2
La reacció SN2 és un tipus de substitució nucleofílica, on un parell lliure d'un nucleòfil ataca un centre electrofílic i s'enllaça a ell, expulsant un altre grup denominat grup sortint. En conseqüència, el grup entrant reemplaça al grup sortint en una etapa. Atès que les dues espècies reaccionants estan involucrades en aquesta etapa limitant lenta de la reacció química, això condueix al nom de substitució nucleofílica bimolecular, o SN2. Entre els químics inorgànics, la reacció SN2 és coneguda freqüentment com el mecanisme d'intercanvi.
L'ordre d'una reacció és una quantitat real, la molecularitat es refereix al nombre d'espècies que intervenen en el pas que determina la velocitat d'un mecanisme particular. És una reacció molt freqüent en reaccions de desplaçament. En tots els casos examinats s'ha trobat que el desplaçament es produeix per inversió. El grup nucleofílic es comença a unir a l'àtom de carboni per un costat mentre el grup sortint surt del costat oposat. La inversió no es deu simplement a la repulsió electroestàtica entre l'ió hidròxid reaccionant i l'ió halogenur sortint. Un bon exemple sería la solvòlisi de clorur d'etil:

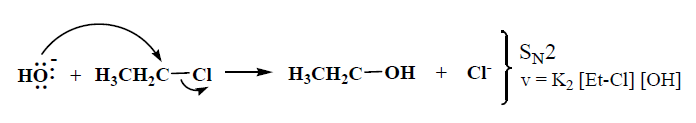

### Altres reaccions de substitució nucleòfila
Es coneix també un grup de reaccions de substitució nucleòfila, de considerable importància sintètica, en les quals el nucleòfil atacant és un carbanió o bé un precursor d'un àtom de carboni amb polarització positiva; aquestes reaccions donen lloc a la formació d'enllaços carboni-carboni.

## Webgrafia
https://jravelo.webs.ull.es/t3-sustitucion-nucleofilica.pdf